# Verdrag van Wallingford

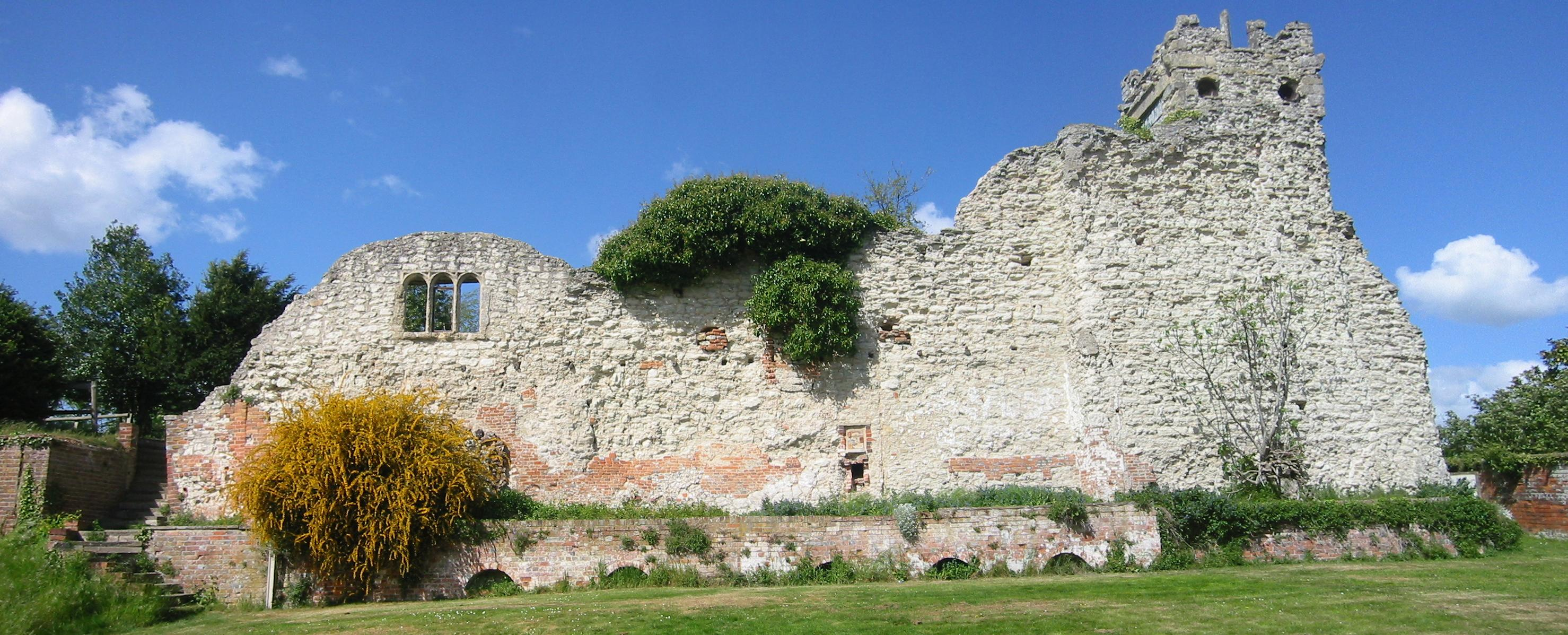
De ruïnes van het kasteel van Wallingford

Het Verdrag van Wallingford was een juridische overeenkomst die in 1153 tussen de om de erfopvolging strijdende partijen in het koninkrijk Engeland werd gesloten, om een eind te maken aan de burgeroorlog die bekend kwam te staan als de Anarchie.
Ondanks dat het verdrag bekend staat als het Verdrag van Wallingford vonden de daadwerkelijke onderhandelingen en de ratificatie van het verdrag plaats in Winchester, zodoende wordt er ook gesproken over het Verdrag van Winchester.

## Voorgeschiedenis
Hendrik I van Engeland benoemde aanvankelijk zijn dochter Mathilde tot zijn erfgenaam, maar in 1135 verklaarde Stefanus van Blois dat Hendrik I op zijn sterfbed zich had bedacht en daarbij Stefanus had benoemd tot zijn erfgenaam. Hierdoor volgde een burgeroorlog die zich in totaal achttien jaar lang voortsleepte zonder dat een van de partijen een significante overwinning behaalde. In 1153 waren de baronnen in Engeland de eindeloze oorlog beu en verlangden ze naar vrede. In 1153 overleed ook de zoon van Stefanus, Eustaas IV van Boulogne, waardoor een belangrijk fundament in de zaak van Stefanus was weggeslagen.
Koning Stefanus zette echter onverminderd de strijd door en streed tegen Brian Fitz Count in Wallingford. Hendrik Plantagenet was ook met zijn leger in het gebied actief, maar het kwam niet tot een treffen tussen beide partijen. William d'Aubigny wist een eerste wapenstilstand tussen beide partijen te regelen. Een formele overeenkomst werd later geschreven te Winchester en vervolgens ondertekend in Westminster.

## Verdrag
Stefanus maakte het verdrag bekend in de kathedraal van Winchester en verklaarde aldaar dat hij Hendrik Plantagenet erkende als zijn erfgenaam in ruil voor Hendriks leenhulde. De zoon van Stefanus, Willem I van Boulogne, zou op zijn beurt Hendrik erkennen als zijn leenheer en zijn eigen aanspraak op de troon opgeven in ruil voor land. Daarnaast zouden ook de vele huurlingen die in Engeland waren, ontbonden worden en naar huis gestuurd worden.